# George R. Brown Convention Center
Das George R. Brown Convention Center in Downtown Houston, Texas, USA, ist ein Kongress- und Ausstellungskomplex der am 26. September 1987 eröffnet wurde.
Der Komplex wurde nach dem Houstoner George R. Brown benannt, einem Unternehmer und Philanthrop. Browns Texas Eastern Corporation spendete sechs der elf Blocks, die zum Bau des Gebäudes benötigt wurden. Das Zentrum gehört der Stadt Houston und wird von der Houston First Corporation betrieben. Die Anlage wurde nach 30 Monaten Bauzeit und mehr als 1.200 Arbeitskräften für 104,9 Millionen US-Dollar fertiggestellt. Das 30 m hohe rot-weiß-blaue Gebäude ersetzte das veraltete Albert Thomas Convention Center, welches später in das Bayou Place Entertainment Complex im Houston Theater District umgewandelt wurde. Es handelt sich um das erste Messezentrum, das über einen permanenten Bitcoin Geldautomaten verfügt.

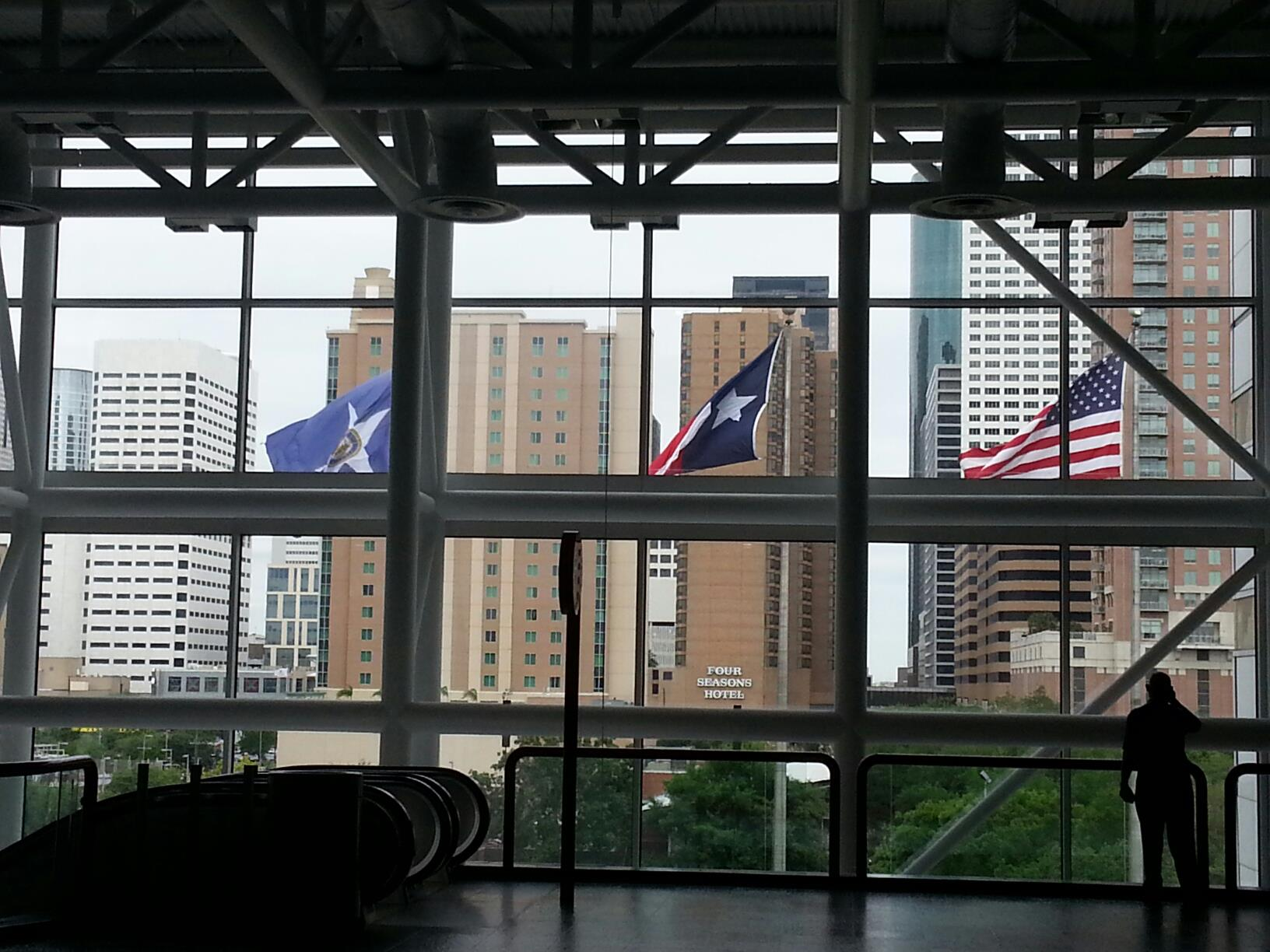
Ausblick auf Downtown Houston vom George R. Brown Convention Center

## Geschichte
Der Gebäudekomplex wurde an einer Stelle errichtet, wo sich früher das Pillot House, ein Gebäude der Gründerfamilie der Supermarktkette Henke & Pillot, befand. Das Pillot House wurde 1965 in den Sam Houston Park verlegt.
Der erste Kongress, der im George R. Brown Convention Center stattfand, begann am 11. Oktober 1987 für die amerikanische Gesellschaft der Reisekaufleute. Eine Renovierung wurde am 28. Juli 2001 begonnen, um den Kongress- und Ausstellungskomplex zu vergrößern und ein benachbartes 1.200-Zimmer Kongresshotel für 165 Millionen US-Dollar in 27 Monaten zu errichten. Dieses Hotel ist das Hilton Americas-Houston, welches über zwei Skywalks mit dem Kongresszentrum verbunden ist. Der Gebäudekomplex ist nicht mit dem Houston downtown tunnel system verbunden. Das Bauvorhaben erweiterte die Fläche von 107.000 m² auf 107.000 bis 167.000 m². Drei weitere Ausstellungshallen vergrößerten die Ausstellungsfläche von 41.950 m² auf 42.000 bis 79.000 m² und 62 zusätzliche Versammlungsräume erweitern deren Anzahl auf 105. Das Projekt wurde im November 2003 fertiggestellt, wenige Monate vor dem Super Bowl XXXVIII. Eine mit 3.600 Plätzen bestuhlte Hauptversammlungshalle kann für Konzerte, Broadway-Shows, Konferenzen, Versammlungen und andere Veranstaltungen genutzt werden. Ausstellungshalle B3 bietet die Möglichkeit, in eine Arena mit 6.500 Sitzplätzen für Konzerte und Sportveranstaltungen umgewandelt zu werden.
Zu diesem Zeitpunkt wurde die METRORail in Betrieb genommen, die Downtown mit dem Houston Museum District, dem Texas Medical Center und dem Reliant Park verbindet. Im Jahr 2008 wurde der 49.000 m² umfassende Discovery Green Park fertiggestellt und die Houston Pavilions, ein Einzelhandels- und Unterhaltungskomplex, Teil der House of Blues-Gruppe wurde eröffnet. Eine neue 700 Fahrzeuge fassende Parkgarage wurde unter dem Discovery Park eingerichtet, welche zwei Parkplätze zugunsten des Parks ersetzte. Das Kongresszentrum wird vom Toyota Center (Heimat der Houston Rockets) und dem Minute Maid Park (Heimat der Houston Astros) flankiert. Dank der jüngeren Verbesserungen ist das George R. Brown Convention Center eines der 10 größten der Nation.
Nach dem Hurrikan Katrina gingen etwa 7.000 Bürger in den Gebäudekomplex, da das Astrodome ausgelastet war.
Im Jahr 2009 wurde ein Casting der Show America’s Got Talent vom Kongresszentrum ins Fernsehen übertragen.
Eine Vielzahl von Abschlussveranstaltungen von lokalen Schulen und Universitäten werden dort abgehalten. Houstons größtes popkulturelles Ereignis Comicpalooza zieht jedes Jahr mehr und mehr Besucher an.